# Сдельная система оплаты труда
Сде́льная систе́ма опла́ты труда́ (сде́льная опла́та труда́, англ. piece-rate pay, нем. Akkordlohn) — система оплаты труда наёмного работника, при которой заработок зависит от количества произведённых им единиц продукции или выполненного объёма работ с учётом их качества, сложности и условий труда.
Ранее в России такая оплата называлась заде́льная пла́та или сде́льная пла́та.

## Определение
Согласно БСЭ сдельная заработная плата — это система оплаты труда, при которой заработная плата зависит от количества выработанной продукции в течение рабочего времени и величины расценки за каждое произведённое рабочим изделие. Данная система позволяет повышать производительность труда, стимулируя рост квалификации работников, улучшение организации производства, труда, использования техники.
Согласно п.4. Методических рекомендаций по бухгалтерскому учёту затрат труда и его оплаты в сельскохозяйственных организациях сдельная система - это система оплаты труда, при которой оплата труда производится за объём выполненных работ, независимо от потраченного времени.

## Виды сдельной оплаты труда
- Прямая сдельная. По прямой сдельной системе заработная плата начисляется исходя из объёма выполненной работы с использованием твёрдых сдельных расценок, установленных с учётом квалификации работника. При данной системе оплаты труда работник зачастую материально не заинтересован в достижении высоких общих показателей деятельности коллектива в целом, повышении качественных результатов работы.
- Сдельно-премиальная. Сдельно-премиальная система оплаты труда, наряду с оплатой по прямым сдельным расценкам, предусматривает премирование за перевыполнение нормы выработки и за достижение количественных и качественных показателей, определенных действующими условиями премирования. В производстве показателями премирования могут быть рост производительности труда, улучшение качества продукции, отсутствие брака, снижение затрат.
- Аккордная. При аккордной системе оплаты труда заработок устанавливается на весь объём работы, а не на отдельную операцию. При этом устанавливается предельный срок выполнения работы. Расчёт с работниками производится, как правило, после выполнения всех работ. Если планируется выполнение работы в длительные сроки, может быть выплачен аванс. Практикуется премирование за сокращение сроков выполнения заданий. Используется данная система в тех случаях, когда труд не поддается нормированию: при строительных, ремонтных работах и т. п.
- Сдельно-прогрессивная. Оплата труда при сдельно-прогрессивной системе в пределах установленных норм производится по прямым сдельным расценкам, а сверх этих норм — по повышенным расценкам. Как правило, повышенная расценка превышает неизменную расценку не более чем в два раза. При данной системе заработок растет быстрее, чем производительность труда, поэтому целесообразно вводить данную систему временно (3-6 месяцев) на решающих участках работы. Например, когда предприятию нужно выполнить срочный заказ или устранить последствия аварии.
- Смешанная (повременно-сдельная). Смешанная оплата труда представляет собой синтез сдельной и повременной оплаты труда.